# Villa rustica (Frocester)
Die Villa Rustica von Frocester war ein römischer Gutshof (Villa rustica) bei Frocester, einer Gemeinde in der Grafschaft Gloucestershire, im Westen Englands. Die Villa liegt etwa zehn Kilometer südlich von Glevum (Gloucester) und 15 Kilometer westlich vom antiken Corinium Dobunnorum, dem modernen Cirencester.
Die Villa wurde in den Jahren 1961 bis 1969 ausgegraben. Nach diesen Untersuchungen wurde ein erster Bau um 275 n. Chr. errichtet und stand in einer Umzäumung. Schon in dieser Phase hatte die Villa massive Fundamente, die andeuten, dass das Gebäude ein zweites Stockwerk hatte. Der Bau war in der ersten Phase etwa 32 × 10 Meter groß. Es gab einen großen Mittelraum und drei kleinere Räume an den Kurzseiten. Einer davon war sehr schmal und mag als Treppenhaus gedient haben. Kurz nach 275 n. Chr. erhielt die Fassade der Villa einen Portikus mit zwei Eckrisaliten. An der Rückseite wurde eine Reihe kleinerer Räume hinzugefügt. An der Nordseite fanden sich vier Säulenbasen, die vielleicht auf eine Art offene Veranda hindeuten. Der Portikus wurde mit einem Mosaik ausgestattet. Im Laufe der Zeit gab es weitere kleinere Umbauten. Um 360 n. Chr. wurde im Norden der Villa ein Bad gebaut. Diverse Räume in der Villa hatten Wandmalereien. Die Villa öffnete sich an der Frontseite zu einem großen, zum Teil ummauerten Hof. Hier wurde bei den Ausgrabungen eine Auffahrt ermittelt. Zu beiden Seiten der Auffahrt fanden sich Beete für Blumen oder andere Pflanzen. Münzen deuten an, dass die Villa bis ins fünfte Jahrhundert in Betrieb war. Die Villa war reich an Kleinfunden, dazu gehört ein mit Figuren dekoriertes Glasgefäß.
Es gibt Belege für eine Benutzung der Villa im Mittelalter.